# Lichmera argentauris
Lichmera argentauris là một loài chim trong họ Meliphagidae.